# Os 12 Trabalhos de Astérix
Os 12 Trabalhos de Astérix (em francês:  Les Douze Travaux d'Astérix) é um filme de animação francês de René Goscinny e Albert Uderzo, com a co-direção de Pierre Watrin e o roteiro co-escrito por Pierre Tchernia, lançado em 20 de outubro de 1976. O filme foi produzido pelo estúdio de animação Studios Idéfix cujos donos são dos mesmos criadores de Asterix, e é o único filme a usar o processo de xenografia.
O roteiro de Pierre Tchernia, René Goscinny e Albert Uderzo é inspirado na banda desenhada Astérix. Foi por mais de 40 anos o único filme de Asterix baseado em um roteiro original e não em material de qualquer das histórias originas da série, até Astérix: Le secret de la potion magique, em 2018, e se mantém o único filme que a história original foi concebida pelos criadores do personagem. Mais tarde, no entanto, foi adaptado em uma álbum pelo irmão de Albert Uderzo, Marcel Uderzo, como um livro ilustrado e uma série de doze livros para jovens leitores.

## Sinopse
Em 50 A.C., na Gália ocupada pelos romanos, uma pequena aldeia resiste ainda e sempre ao invasor. Após a derrota dos Romanos numa batalha contra os Gauleses, um legionário afirma que estes não conseguiriam resistir ao Império Romano, excepto se fossem deuses. De modo a conter estas insinuações, Júlio César lança aos gauleses um desafio baseado nos 12 trabalhos de Hércules. Asterix e Obelix são chamados para realizar os trabalhos com uma condição, se eles ganharem César dará o controle do Império Romano para eles e se perderem em uma ou todas as tarefas, os gauleses se renderão.
Os 12 trabalhos são:
1. Vencer uma corrida contra o grego Asbestos, campeão dos Jogos Olímpicos.
2. Atirar um dardo mais longe que o persa Verses.
3. Derrotar o germânico Cilindric, que compensa sua diminuta estatura com artes marciais.
4. Atravessar um lago que contém as tentadoras Sirenas da Ilha do Prazer.
5. Resistir ao olhar hipnótico de Iris, o egípcio.
6. Comer as massivas refeições do cozinheiro belga Mannenkenpix.
7. Atravessar a Caverna da Fera, habitada por uma criatura que ninguém sobreviveu o encontro.
8. Conseguir uma licença no Lugar Que Faz Enlouquecer, que prende visitantes em um labirinto de burocracia.
9. Atravessar uma corda invisível sobre um penhasco, que no fundo tem um rio cheio de crocodilos.
10. Resolver o enigma do Velho da Montanha que mora no alto de uma cordilheira.
11. Passar uma noite em um campo assombrado por uma legião fantasma.
12. Sobreviver ao Circo Máximo.

## Dubladores Originais
- Roger Carel - Asterix e Caius Tiddlius
- Jacques Morel - Obelix e burocrata do balanço
- Georges Atlas - Automatix e fantasma romano
- Claude Bertrand - senador e centurião
- Claude Basset - Chefe índio
- Micheline Dax - Cleópatra e chefa das sacerdotisas
- Gérard Hernandez - o velho da montanha
- Henri Labussière - o porteiro do prédio que te deixam louco
- Bernard Lavallete - prefeito
- Roger Lumont - Cilíndrico, o Alemão
- Jean Martinelli - Julius César
- Henri Poirier - centurião
- Stéphane Steeman - Mannenkenpix, o belga
- Pierre Tornade - Abracourcix
- Henri Virlojeux - Panoramix e Iris
- Pierre Tchernia - narrador
- Vozes adicionais: Caroline Clerc, Gisèle Grimm, Jacques Hilling, Nicole Jonesco, Odette Laure, Pascal Mazzotti, Mary Mongourdin, Lawrence Riesner, Jean Stout, Monique Thubert, Nicole Vervil e Alice Sapritch